# 克拉奧·史密夫
克拉奧·史密夫（Khano Smith）一般称作K.史密夫，1981年1月10日生于華威，百慕達职业足球运动员，現時短期效力英乙球會林肯城。
他曾代表百慕達上陣24場射入7球。

## 外部連結
- 足球数据库：克拉奧·史密夫的球员统计数据
- FIFA Statistics （页面存档备份，存于）
- Khano Smith Profile at The Forgotten Imp